# Śmiechowice (Lubsza)

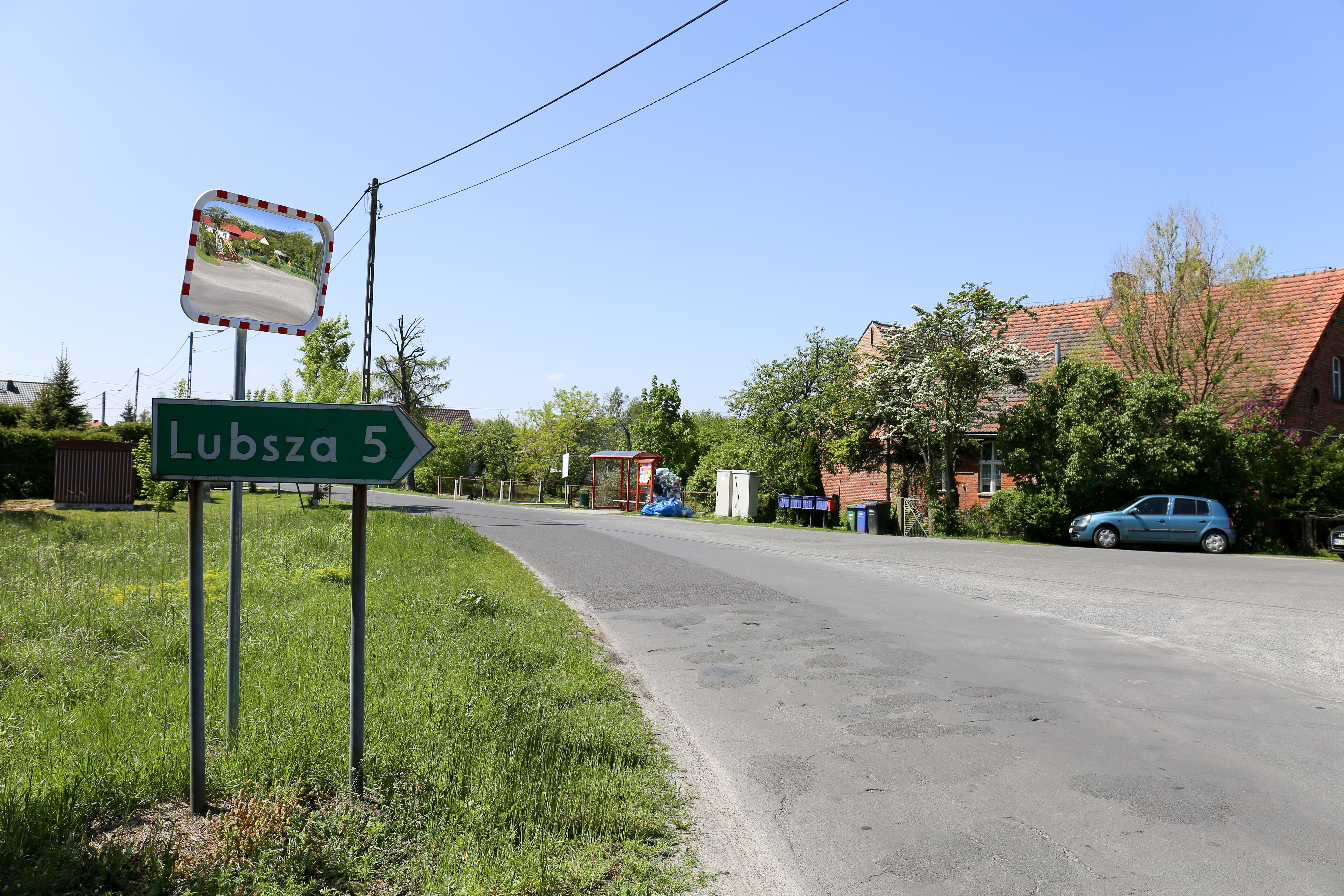
Ortsansicht

Śmiechowice (deutsch: Moselache; historisch Moselach) ist ein Dorf in der Landgemeinde Lubsza im Powiat Brzeski (Brzeg) der Woiwodschaft Opole in Polen.

## Geographie
Das Straßendorf Śmiechowice liegt rund fünf Kilometer östlich von Lubsza (Leubusch), ca. 12 Kilometer nordöstlich von Brzeg (Brieg) und rund 50 Kilometer nordwestlich von Opole in der Schlesischen Tiefebene liegt im Landschaftsschutzpark Stobrawski am Südrand eines ausgedehnten Waldgebietes (polnisch Las lubszański; vormals Staatsforst Stoberau).
Nachbarort von Śmiechowice ist im Westen Lubisz (Neu Leubusch).

## Geschichte
Das zusammenhängende Ortsgebiet zerfällt historisch in zwei Teile: Alt-Moselache im Süden und Neu-Moselache im Norden. Auch wenn beide Ortschaften auf die friderizianische Kolonisation des 18. Jahrhunderts in den nördlich von Brieg gelegenen Wäldern zurückgehen, nahm die Geschichte der beiden Orten eine getrennte Entwicklung. Die Kolonie Alt-Moselache wurde bereits vor 1750 angelegt, die Gründung der Kolonie Neu-Moselache erfolgte 1772 durch die Stadt Brieg auf städtischem Grund mit acht Kolonistenstellen. Der Ortsname soll auf Kolonisten aus der Moselgegend zurückgehen. Während Alt-Moselache als königliche Besitzung dem königlichen Burg- und Domänenrentamt in Brieg zinspflichtig war, unterstand Neu-Moselache der Kämmerei und dem Land- und Stadtgericht Brieg. Die Einwohner beider Ortschaften waren zu großer Mehrheit evangelischer Konfession. Das Kirchspiel Tschöplowitz war für Alt-, das Kirchspiel Klein Leubusch für Neu-Moselache zuständig.
Nach dem Ersten Schlesischen Krieg 1742 fiel Moselache zusammen mit dem größten Teil Schlesiens an Preußen.
Nach der Neugliederung Preußens gehörten die Landgemeinde Alt-Moselache und Neu-Moselache ab 1815 zur Provinz Schlesien und waren ab 1816 dem Landkreis Brieg eingegliedert, mit dem es bis 1945 verbunden blieb. 1874 wurde der Amtsbezirk Groß Neudorf gegründet, welcher die Groß Neudorf, Neu Moselache und Tschöplowitz und den Gutsbezirk Groß Neudorf umfasste. 1885 zählte Neu-Moselache 95 Einwohner. Zum 20. September 1897 wurde Neu Moselache mit Tschöplowitz zur neuen Landgemeinde Tschöplowitz zusammengeschlossen.
Als Folge des Zweiten Weltkriegs fiel Moselache wie fast ganz Schlesien 1945 an Polen, wurde in Śmiechowice umbenannt und der Woiwodschaft Breslau angegliedert. Bei der Namensfindung wurde der deutsche Namensbestandteil „lache“ aufgegriffen und als Lachen – śmiech übersetzt. Dadurch erhielt der Ort den patronymischen Ortsnamen Śmiechowice, also „Ort des śmiech“. Die deutsche Bevölkerung wurde, soweit sie nicht vorher geflohen war, weitgehend vertrieben. Die neu angesiedelten Bewohner waren zum Teil Heimatvertriebene aus Ostpolen. 1950 kam der Ort zur Woiwodschaft Opole. 1999 kam der Ort zum Powiat Brzeski.

### Einwohnerentwicklung
Einwohnerentwicklung von Moselache im 19. Jahrhundert:
| Jahr | Alt | Neu |
| ---- | --- | --- |
| 1822 | 78  | 53  |
| 1830 | 82  | 76  |
| 1845 | 113 | 68  |

## Sehenswürdigkeiten

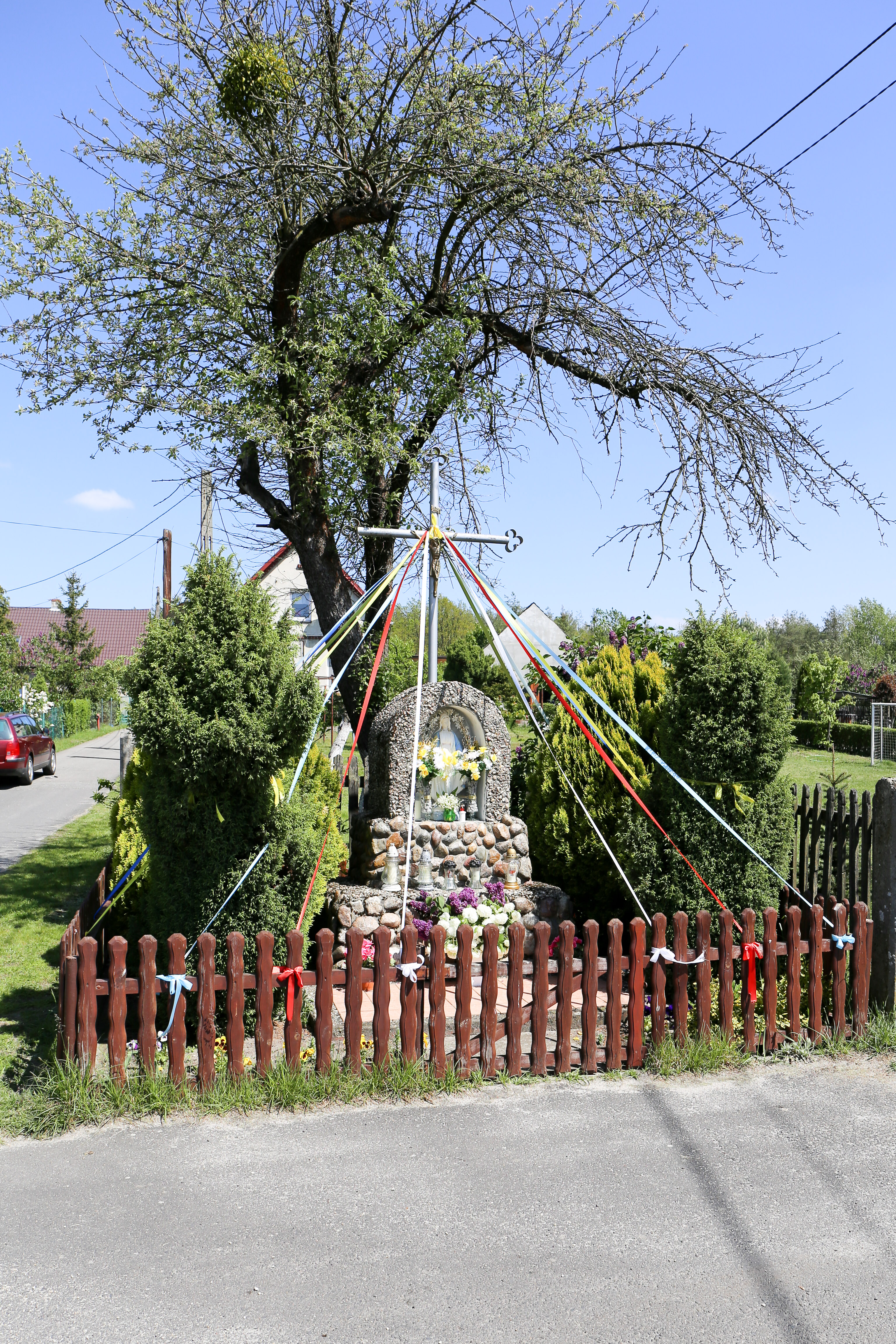
Wegkapelle

- Marienkapelle
- Wegekreuz